# زندة أباد (قشلاق الشرقي)
زندة أباد (بالفارسية: زنده آباد) هي منطقة سكنية تقع في إيران في أردبيل.